# Mitomycine

Mitosan, der Grundkörper der Mitomycine

Die Mitomycine sind eine Gruppe von Aziridin-haltigen Naturstoffen, die von den Actinobakterien Streptomyces caespitosus beziehungsweise Streptomyces lavendulae aus der Gattung Streptomyces gebildet und daraus isoliert werden können. Das gemeinsame Strukturelement der Mitomycine ist das Chromophor Mitosan.

## Geschichte
Die Mitomycine A und B wurden erstmals 1956 von Ryozo Sugawara und Toju Hata aus Streptomyces caespitosus isoliert. Aus den beiden Hauptfraktionen konnte 1958 noch das Mitomycin C, das zunächst Mitomycin X genannt wurde, abgetrennt werden.

## Beschreibung
Die pharmakologisch wichtigsten Mitomycine sind Mitomycin A, Mitomycin B, Mitomycin C und Mitomycin D.
Von allen Mitomycinen ist Mitomycin C mit Abstand das Wichtigste. Es ist das gegenwärtig einzige zugelassene Chemotherapeutikum aus der Gruppe der Mitomycine. Es wird häufig nur Mitomycin genannt.
Von den 17 im Jahr 2009 bekannten natürlichen Mitomycinen sind 16 biologisch aktiv, indem sie entweder antibiotische oder zytostatische Eigenschaften aufweisen.
| Struktur | Name        | Summenformel | CAS-Nummer | Molare Masse [g/mol] | Quelle        |
| -------- | ----------- | ------------ | ---------- | -------------------- | ------------- |
|          | Mitomycin A | C16H19N3O6   | 4055-39-4  | 349,343              | [ 13 ]        |
|          | Mitomycin B | C16H19N3O6   | 4055-40-7  | 349,343              | [ 14 ]        |
|          | Mitomycin C | C15H18N4O5   | 50-07-7    | 334,331              | [ 15 ]        |
|          | Mitomycin D | C15H18N4O5   | 10169-34-3 | 334,331              | [ 11 ]        |
|          | Mitomycin E | C16H20N4O5   | 74707-94-1 | 348,358              | [ 16 ]        |
|          | Mitomycin F | C17H21N3O6   | 18209-14-8 | 363,369              | [ 17 ]        |
|          | Mitomycin G | C15H17N3O3   | 74148-46-2 | 287,31               | [ 18 ]        |
|          | Mitomycin H | C15H16N2O4   | 74148-44-0 | 288,30               | [ 19 ]        |
|          | Mitomycin J | C17H21N3O6   | 74985-82-3 | 363,369              | [ 20 ]        |
|          | Mitomycin K | C16H18N2O4   | 74148-45-1 | 302,329              | [ 21 ] [ 22 ] |

## Biosynthese
Die Biosynthese in den beiden Streptomyces-Arten geht über drei Bausteine 3-Amino-5-hydroxybenzoesäure (AHBA), D-Glucosamin und Carbamoylphosphat.
AHBA wird enzymatisch über mehrere Stufen aus Phosphoenolbrenztraubensäure (PEP) und Erythrose-4-phosphat (E4P) aufgebaut.

## Totalsynthese
Die Totalsynthese der Mitomycine ist ausgesprochen anspruchsvoll. Der US-amerikanische Chemiker Samuel Danishefsky sagte dazu:

“The synthesis of a mitomycin is the chemical equivalent of walking on egg shells.”

In Deutsch etwa: „Die Synthese eines Mitomycins ist das chemische Äquivalent zu einem Eiertanz“.
In seiner 1992 veröffentlichten zwölfstufigen Synthese von Mitomycin K kam Danishefsky auf eine Gesamtausbeute von 0,3 %. Bei der Ende der 1970er Jahre durchgeführten ersten Totalsynthese von Mitomycin A und C benötigte Yoshito Kishi auf 45 beziehungsweise 46 Stufen und eine Gesamtausbeute lag bei 0,05 %. Pro Stufe betrug die Ausbeute im Durchschnitt allerdings 84 %.